# Парламент Эфиопии
Парламент Эфиопии — двухпалатный законодательный орган, состоящий из Совета Федерации и Совета народных представителей — верхней и нижней палат соответственно. В нынешнем виде образован в соответствии со вступившей в силу в 1995 году новой Конституцией страны.
- Совет (Палата) Федерации (амх. የፌዴሬሽን ምክር ቤት — Yefedereshn Mekir Bet) состоит из 112 членов. В соответствии с Конституцией Эфиопии, каждый проживающий на территории страны народ представлен как минимум одним представителем в Совете, а также получает по одному члену за каждый миллион населения. Совет Федерации формируется советами регионов, однако Конституция оставляет за регионами право выбора метода заполнения квоты.
- Совет (Палата) народных представителей (амх. የሕዝብ ተወካዮች ምክር ቤት — Yehizbtewekayoch Mekir Bet) состоит из 547 членов и формируется на основе всеобщего голосования по мажоритарной избирательной системе. Кроме того, 22 места зарезервировано для национальных меньшинств. По итогам выборов 2005 года, 327 из 547 мест в нижней палате контролирует Революционно-демократический фронт народов Эфиопии.